# Euxoa birivia
Euxoa birivia är en fjärilsart som beskrevs av Ignaz Schiffermüller 1775. Euxoa birivia ingår i släktet Euxoa och familjen nattflyn. Inga underarter finns listade i Catalogue of Life.

## Bildgalleri

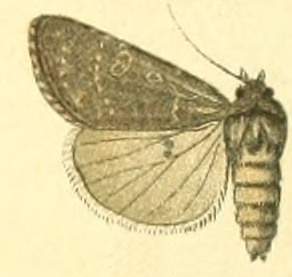